# برادلي هوزر
برادلي هوزر (بالإنجليزية: Bradley Hauser)‏ هو عداء مسافات طويلة أمريكي، ولد في 28 مارس 1977 في دانفيل في الولايات المتحدة.

## وصلات خارجية
- برادلي هوزر على موقع الاتحاد الدولي لألعاب القوى (الإنجليزية)
- برادلي هوزر على موقع أوليمبيديا (الإنجليزية)